# Andrew Ord
Andrew Ord (Huddersfield, 30 giugno 1979) è un allenatore di calcio ed ex calciatore inglese, di ruolo difensore.

## Carriera

### Giocatore
Dal 1996 al 1998 ha giocato nei semiprofessionisti dell'Harrogate Town, mentre dal 1999 al 2000 con quelli del Pickering Town.

### Allenatore
Dal 2008 al 2010 ha lavorato in Australia come vice allenatore nel Football West NTC. Nella stagione 2010-2011 ha lavorato invece come allenatore della squadra Under-21 dei thailandesi del BEC Tero Sasana; nel 2012, quando l'allenatore Peter Butler lascia il club, Ord viene promosso alla guida della prima squadra per il campionato 2012, nella prima divisione thailandese. Durante questa stagione fa esordire diversi giovani, tutti poco più che maggiorenni, tra cui Chanathip Songkrasin e Tanaboon Kesarat (che negli anni seguenti sarebbero diventati punti fermi della nazionale thailandese), oltre a Gilbert Koomson, portando poi in squadra anche il brasiliano Cleiton Silva, che con 24 reti avrebbe poi vinto il titolo di capocannoniere del campionato. Nonostante ottimi risultati nella prima parte della stagione, nel settembre del 2012 dopo una striscia di tre partite consecutive senza vittorie viene esonerato da Sven-Göran Eriksson, appena assunto come direttore tecnico del club thailandese. Dopo una breve parentesi come collaboratore tecnico della nazionale thailandese, Ord nel 2013 va al Muangthong Utd, altro club della prima divisione thailandese, ma con l'incarico di allenatore della squadra riserve, militante nella seconda divisione thailandese. Terminato il suo contratto con il club fa ritorno dopo tre anni in Australia, dove rimane per quattro anni (dal 2013 al 2017) come vice allenatore del Perth Glory, club militante nella prima divisione locale.
Il 18 maggio 2017 viene nominato commissario tecnico della nazionale del Bangladesh con un contratto annuale, che ha inizio effettivo a partire dal successivo 17 giugno. Insieme al direttore tecnico delle nazionali giovanili, l'altro inglese Paul Smalley, ristruttura completamente la struttura organizzativa delle nazionali giovanili, che iniziano ad ottenere buoni risultati rispetto a quelli degli anni precedenti.  A livello di nazionale maggiore i risultati sono invece relativamente positivi per il livello del Bangladesh (che occupava la posizione numero 123 nel Ranking FIFA all'arrivo di Ord in panchina), che tra l'altro con un pareggio per 2-2 sul campo del Laos il 27 marzo 2018 ottiene il suo primo risultato positivo in trasferta dopo oltre tre anni di sole sconfitte esterne. Alla scadenza del suo contratto, pur avendo ricevuto un'offerta di rinnovo per un ulteriore anno, decide di lasciare il Bangladesh per fare ritorno in Thailandia, come allenatore del Air Force Central, club di prima divisione; dopo soli due mesi si dimette però dall'incarico per diventare firmare già nei giorni seguenti un contratto come responsabile del settore giovanile ed allenatore della formazione Under-19 del Buriram Utd, uno dei più titolati club thailandesi, con inizio effettivo dell'incarico posticipato però al 1º ottobre 2018. Mantiene l'incarico fino al 27 novembre 2021, quando sia lui che l'allenatore della prima squadra Alexandre Gama vengono esonerati. Nel 2022 diventa direttore tecnico del Perth RedStar, club della seconda divisione australiana.